# Besana in Brianza
Besana in Brianza es una localidad y comune italiana de la provincia de Monza y Brianza, región de Lombardía, con 15.359 habitantes.

## Evolución demográfica
| Gráfica de evolución demográfica de Besana in Brianza entre 1861 y 2001 |
|                                                                         |
| Fuente ISTAT - elaboración gráfica de Wikipedia                         |